# DJ Play a Christmas Song
DJ Play a Christmas Song – pierwszy singiel amerykańskiej piosenkarki i aktorki Cher promujący jej 27. album Christmas. Utwór został wydany cyfrowo 6 października 2023 roku nakładem wydawnictwa Warner Records. Został wyprodukowany przez Marka Taylora, zaś słowa napisali Sarah Hudson, Jessie Saint John, Brett McLaughlin, James Abrahart, Mark Schick i Lionel Crasta. Utwór dotarł do 90. miejsca amerykańskiej listy przebojów Billboard Hot 100.

## Promocja
Po raz pierwszy Cher wykonała utwór „DJ Play a Christmas Song” 3 października 2023 roku w klubie nocnym Silencio w Paryżu, występując na prywatnym wydarzeniu zorganizowanym przez Paco Rabanne i H&M. Następnie wykonała tę piosenkę 23 listopada 2023 roku podczas parady Macy's z okazji Święta Dziękczynienia.

## Odbiór krytyczny
Piosenka otrzymała pozytywną recenzję od Jamiego Tabberera z Attitude, który przyznał utworowi cztery z pięciu gwiazdek, nazywając go „krystalicznie mocarnym popowo-tanecznym hitem”.

## Odbiór komercyjny
Utwór zadebiutował na 94. miejscu amerykańskiej listy Billboard Hot 100 w dniu 30 grudnia 2023 roku, stając się pierwszym wpisem na tym wykresie od czasu wydania „Song for the Lonely” w maju 2002 roku. W następnym tygodniu dotarł do 90. miejsca. Singiel dotarł także do 1. miejsca na liście Billboard  Dance/Electronic Digital Song Sales, stając się tym samym najwyżej notowanym wydawnictwem artystki na tym wykresie. W ten sposób Cher stała się jedynym artystą solowym mającym na hit na 1. miejscu na którejkolwiek z list przebojów Billboard w każdej z ostatnich siedmiu dekad. Piosenka znalazła się także na szczycie Billboard Adult Contemporary, gdzie spędziła 4 tygodnie z rzędu na 1. miejscu.
W Wielkiej Brytanii piosenka dotarła do 18. miejsca na oficjalnej liście UK Singles Chart. Utwór ten stał się pierwszym singlem Cher, który dotarł do pierwszej dwudziestki od momentu wydania „The Music's No Good Without You” w 2001 roku. Ponadto Cher została najstarszą artystką, której nowy materiał znalazł się w pierwszej 40., a także jedynym solowym artystą, który przez siedem dekad z rzędu w Wielkiej Brytanii dotarł do pierwszej czterdziestki listy przebojów.
W Niemczech utwór zadebiutował na 92. miejscu niemieckiej listy przebojów, a w kolejnym tygodniu awansował na 62. miejsce. W Australii znalazł się na 45. miejscu ARIA Singles Chart. 

## Lista ścieżek
Cyfrowe pobieranie i streaming
1. „DJ Play a Christmas Song” (Extended) – 5:15
2. „DJ Play a Christmas Song” (Robin Schulz Remix) – 3:30
3. „„DJ Play a Christmas Song” (Chrome Tapes) – 5:10
4. DJ Play a Christmas Song” (Chrome Tapes Instrumental) – 5:10
5. „DJ Play a Christmas Song” (7th Heaven Club Mix) – 6:41
6. „DJ Play a Christmas Song” (7th Heaven Club Edit) – 3:47
7. „DJ Play a Christmas Song” (Guy Scheiman Remix) – 6:02
8. „DJ Play a Christmas Song” (Extended) – 5:15
9. „DJ Play a Christmas Song” (Extended Instrumental) – 5:1

## Personel
| - Cher – główny wokal - Rita Campbell – wokal w tle - Ash Soan – perkusja - Adam Phillips – gitara - Mark Taylor – producent, instrumenty klawiszowe, programowanie - Paul Meehan – instrumenty klawiszowe, programowanie - Alex Arias – inżynier wokalu - Gabe Burch – inżynier wokalny | - Peter Jensen – asystent inżyniera wokalu - Stephen Marcussen – mastering - Sarah Hudson – autorka tekstów - Jessie Saint John – autorka tekstów - Brett McLaughlin – autor tekstów - James Abrahart – autor tekstów - Mark Schick – autor tekstów - Lionel Crasta – autor tekstów |

## Listy przebojów

### Listy tygodniowe
| Notowanie (2023)                          | Najwyższa pozycja |
| ----------------------------------------- | ----------------- |
| Australia (ARIA)                          | 45                |
| US Pop Airplay (Billboard)                | 40                |
| Croatia Airplay (HRT)                     | 34                |
| UK Singles (OCC)                          | 18                |
| Sweden (DigiListan)                       | 9                 |
| Lebanon (Lebanese Top 20)                 | 9                 |
| Canada AC (Billboard)                     | 9                 |
| Sweden Heatseeker (Sverigetopplistan)     | 1                 |
| Austria (Ö3 Austria Top 40)               | 58                |
| Canada (Canadian Hot 100)                 | 53                |
| Canadian Digital Song Sales (Billboard)   | 14                |
| Germany (GfK)                             | 62                |
| New Zealand Hot Singles (RMNZ)            | 7                 |
| Switzerland (Schweizer Hitparade)         | 61                |
| US Hot Dance/Electronic Songs (Billboard) | 3                 |
| US Adult Contemporary (Billboard)         | 1                 |
| US Holiday 100 (Billboard)                | 94                |
| Lithuania (AGATA)                         | 82                |
| US Billboard Hot 100                      | 90                |
| Netherlands (Single Top 100)              | 100               |